# جيمس غوميز (لاعب كرة قدم)
جيمس غوميز (بالإنجليزية: James Gomez)‏ هو لاعب كرة قدم غامبي، ولد في 14 نوفمبر 2001.